# Liste der Bodendenkmale in Lilienthal
In der Liste der Bodendenkmale in Lilienthal sind die Bodendenkmale der niedersächsischen Gemeinde Lilienthal aufgeführt. Die Quelle ist der Denkmalatlas Niedersachsen. 
Der Stand der Liste ist der 15. Dezember 2024.

Lilienthal im Landkreis Osterholz

In den Spalten finden sich folgende Informationen des Bodendenkmales:
Lagegeographische Koordinaten
BezeichnungBezeichnung lt. Denkmalatlas
BeschreibungBeschreibung lt. Denkmalatlas
IDObjekt-ID
BildBild, ggf. zusätzlich mit Link zu weiteren Fotos im Medienarchiv Wikimedia Commons.

## Heidberg
| Lage                       | Bezeichnung       | Beschreibung | ID       | Bild |
| -------------------------- | ----------------- | --- | -------- | ---- |
| 53° 9′ 12″ N, 8° 56′ 43″ O | Heidberg 6, Deich | Nordöstlich von Lilienthal, entlang des Westufers der alten Wörpe. Von der Hilligenwarf bis an das Dünengelände bei Heidberg verlaufend. Leitdamm der alten Wörpe. Die Gesamtlänge beträgt ca. 3,1 km. In der Gemarkung Heidberg beträgt die Länge ca. 450 m; Breite 7 m; Höhe 0,5 m. Durch einen Fahrweg ist der Deich überformt, aber gleichmäßig gewölbt. Die Anlage des Deiches wird von Fliedner (1970) in die Zeit zwischen 1106 und 1232 gesetzt. Kurz nach 1300 verlor der Deich aufgrund der Umleitung der Wörpe in ihr neues heutiges Bett seine Funktion. - Teilstück ID: 36306858 | 28929769 | BW   |

## Lilienthal
| Lage                       | Bezeichnung                         | Beschreibung | ID       | Bild |
| -------------------------- | ----------------------------------- | --- | -------- | ---- |
| 53° 9′ 7″ N, 8° 54′ 20″ O  | Lilienthal 4, Wurt                  | Durchmesser ca. 56 m und Höhe ca. 1,6 m. | 28927907 | BW   |
| 53° 9′ 6″ N, 8° 54′ 25″ O  | Lilienthal 5, Wurt                  | Durchmesser ca. 60 m und Höhe ca. 1,2 m. | 28928138 | BW   |
| 53° 9′ 4″ N, 8° 54′ 27″ O  | Lilienthal 6, Wurt                  | Durchmesser ca. 56 m und Höhe ca. 1,7 m. | 28928139 | BW   |
| 53° 9′ 7″ N, 8° 54′ 27″ O  | Lilienthal 7, Wurt                  | Durchmesser ca. 50 m und Höhe ca. 1,6 m. | 28928140 | BW   |
| 53° 9′ 4″ N, 8° 54′ 30″ O  | Lilienthal 8, Wurt                  | Durchmesser ca. 50 m und Höhe ca. 1,2 m. | 28928141 | BW   |
| 53° 9′ 4″ N, 8° 54′ 32″ O  | Lilienthal 9, Wurt                  | Durchmesser ca. 52 m und Höhe ca. 1 m. | 28928142 | BW   |
| 53° 9′ 3″ N, 8° 54′ 33″ O  | Lilienthal 10, Wurt                 | Durchmesser ca. 40 m und Höhe ca. 1,2 m. | 28928143 | BW   |
| 53° 8′ 59″ N, 8° 54′ 32″ O | Lilienthal 11, Wurt                 | Durchmesser ca. 64 m und Höhe ca. 1 m. | 28928144 | BW   |
| 53° 9′ 6″ N, 8° 54′ 40″ O  | Lilienthal 12, Wurt                 | Durchmesser ca. 50 m und Höhe ca. 1,5 m. | 28928145 | BW   |
| 53° 9′ 9″ N, 8° 54′ 42″ O  | Lilienthal 13, Wurt                 | Durchmesser ca. 60 m und Höhe ca. 1,2 m. | 28928146 | BW   |
| 53° 9′ 7″ N, 8° 54′ 47″ O  | Lilienthal 14, Wurt                 | Durchmesser ca. 48 m und Höhe ca. 1 m. | 28928147 | BW   |
| 53° 9′ 8″ N, 8° 54′ 51″ O  | Lilienthal 15, Wurt                 | Durchmesser ca. 36 m und Höhe ca. 1 m. | 28928148 | BW   |
| 53° 9′ 11″ N, 8° 54′ 45″ O | Lilienthal 16, Wurt                 | Durchmesser ca. 40 m und Höhe ca. 1 m. | 28928149 | BW   |
| 53° 9′ 14″ N, 8° 54′ 45″ O | Lilienthal 17, Wurt                 | Durchmesser ca. 60 m und Höhe ca. 1,2 m. | 28928150 | BW   |
| 53° 9′ 14″ N, 8° 54′ 50″ O | Lilienthal 18, Wurt                 | Durchmesser ca. 54 m und Höhe ca. 1 m. | 28928151 | BW   |
| 53° 9′ 18″ N, 8° 54′ 52″ O | Lilienthal 19, Wurt                 | Durchmesser ca. 50 m und Höhe ca. 1,2 m. | 28928152 | BW   |
| 53° 9′ 18″ N, 8° 54′ 49″ O | Lilienthal 20, Wurt                 | Durchmesser ca. 55 m und Höhe ca. 1,2 m. | 28928153 | BW   |
| 53° 9′ 15″ N, 8° 54′ 33″ O | Lilienthal 21, Wurt                 | Durchmesser ca. 50 m und Höhe ca. 1,2 m. | 28928154 | BW   |
| 53° 9′ 10″ N, 8° 54′ 33″ O | Lilienthal 22, Wurt                 | Durchmesser ca. 50 m und Höhe ca. 1,2 m. | 28928155 | BW   |
| 53° 9′ 37″ N, 8° 55′ 21″ O | Lilienthal 23, Wurt                 | Durchmesser ca. 50 m und Höhe ca. 1,2 m. | 28928156 | BW   |
| 53° 9′ 4″ N, 8° 53′ 8″ O   | Lilienthal 25, Wurt                 | Durchmesser ca. 85 m und Höhe ca. 1,6 m. | 28928157 | BW   |
| 53° 8′ 53″ N, 8° 53′ 8″ O  | Lilienthal 26, Wurt                 | Durchmesser ca. 80 m und Höhe ca. 2 m. | 28928158 | BW   |
| 53° 8′ 52″ N, 8° 53′ 10″ O | Lilienthal 27, Wurt                 | Durchmesser ca. 70 m und Höhe ca. 2 m. | 28928159 | BW   |
| 53° 8′ 51″ N, 8° 53′ 15″ O | Lilienthal 28, Wurt                 | Durchmesser ca. 84 m und Höhe ca. 1,8 m. | 28928160 | BW   |
| 53° 8′ 52″ N, 8° 53′ 19″ O | Lilienthal 29, Wurt                 | Durchmesser ca. 70 m und Höhe ca. 1,6 m. | 28928161 | BW   |
| 53° 8′ 51″ N, 8° 53′ 22″ O | Lilienthal 30, Wurt                 | Durchmesser ca. 76 m und Höhe ca. 1,6 m. | 28928162 | BW   |
| 53° 8′ 29″ N, 8° 52′ 48″ O | Lilienthal 33, Wurt                 | Durchmesser ca. 70 m und Höhe ca. 2 m. | 28928163 | BW   |
| 53° 8′ 29″ N, 8° 52′ 52″ O | Lilienthal 34, Wurt                 | Durchmesser ca. 60 m und Höhe ca. 1,6 m. | 28928164 | BW   |
| 53° 8′ 32″ N, 8° 53′ 1″ O  | Lilienthal 35, Wurt                 | Durchmesser ca. 50 m und Höhe ca. 1,6 m. | 28928165 | BW   |
| 53° 8′ 33″ N, 8° 53′ 5″ O  | Lilienthal 36, Wurt                 | Durchmesser ca. 40 m und Höhe ca. 1,4 m. | 28928166 | BW   |
| 53° 8′ 31″ N, 8° 53′ 4″ O  | Lilienthal 37, Wurt                 | Durchmesser ca. 64 m und Höhe ca. 1,8 m. | 28928167 | BW   |
| 53° 8′ 30″ N, 8° 53′ 9″ O  | Lilienthal 38, Wurt                 | Durchmesser ca. 70 m und Höhe ca. 1,9 m. | 28928263 | BW   |
| 53° 8′ 30″ N, 8° 53′ 13″ O | Lilienthal 39, Wurt                 | Durchmesser ca. 60 m und Höhe ca. 1,5 m. | 28962865 | BW   |
| 53° 8′ 29″ N, 8° 53′ 15″ O | Lilienthal 40, Wurt                 | Durchmesser ca. 62 m und Höhe ca. 1,5 m. | 28962867 | BW   |
| 53° 8′ 29″ N, 8° 53′ 16″ O | Lilienthal 41, Wurt                 | Durchmesser ca. 80 m und Höhe ca. 1,2 m. | 28962871 | BW   |
| 53° 8′ 29″ N, 8° 53′ 20″ O | Lilienthal 42, Wurt                 | Durchmesser ca. 60 m und Höhe ca. 1,8 m. | 28962873 | BW   |
| 53° 8′ 28″ N, 8° 53′ 22″ O | Lilienthal 43, Wurt                 | Durchmesser ca. 60 m und Höhe ca. 1,8 m. | 28962872 | BW   |
| 53° 8′ 26″ N, 8° 53′ 26″ O | Lilienthal 44, Wurt                 | Durchmesser ca. 50 m und Höhe ca. 1,7 m. | 28962874 | BW   |
| 53° 8′ 26″ N, 8° 53′ 29″ O | Lilienthal 45, Wurt                 | Durchmesser ca. 80 m und Höhe ca. 1,7 m. | 28962876 | BW   |
| 53° 8′ 22″ N, 8° 53′ 30″ O | Lilienthal 46, Wurt                 | Durchmesser ca. 110 m und Höhe ca. 1,8 m. | 28962879 | BW   |
| 53° 8′ 21″ N, 8° 53′ 34″ O | Lilienthal 47, Wurt                 | Durchmesser ca. 82 m und Höhe ca. 1,8 m. | 28962880 | BW   |
| 53° 8′ 21″ N, 8° 53′ 38″ O | Lilienthal 48, Wurt                 | Durchmesser ca. 72 m und Höhe ca. 1,8 m. | 28962882 | BW   |
| 53° 8′ 19″ N, 8° 53′ 37″ O | Lilienthal 49, Wurt                 | Durchmesser ca. 32 m und Höhe ca. 1,8 m. | 28962878 | BW   |
| 53° 8′ 19″ N, 8° 53′ 42″ O | Lilienthal 50, Wurt                 | Durchmesser ca. 80 m und Höhe ca. 1,8 m. | 28962884 | BW   |
| 53° 8′ 19″ N, 8° 53′ 47″ O | Lilienthal 51, Wurt                 | Durchmesser ca. 80 m und Höhe ca. 1,8 m. | 28927909 | BW   |
| 53° 8′ 18″ N, 8° 53′ 49″ O | Lilienthal 52, Wurt                 | Durchmesser ca. 62 × 126 m und Höhe ca. 1,4 m. | 28928264 | BW   |
| 53° 8′ 15″ N, 8° 53′ 51″ O | Lilienthal 53, Wurt                 | Durchmesser ca. 30 m und Höhe ca. 1,2 m. | 28928265 | BW   |
| 53° 9′ 24″ N, 8° 50′ 28″ O | Lilienthal 56, Wurt                 | Durchmesser ca. 72 m und Höhe ca. 1,8 m. | 28928266 | BW   |
| 53° 9′ 7″ N, 8° 56′ 30″ O  | Lilienthal 63, Deich                | Nordöstlich von Lilienthal, entlang des westlichen Ufers der alten Wörpe. Der Leitdamm verläuft von der Hilligenwarf bis an das Dünengelände Heidberg. Der längste Abschnitt verläuft in der Gemarkung Lilienthal, ein kurzes Teilstück in der Hansestadt Bremen sowie in der Gemarkung Heidberg und St. Jürgen. Die Länge in der Gemarkung Lilienthal beträgt ca. 3,1 km. Der Deich ist in mehrere Teilstücke untergliedert. - Teilstück ID: 36294723 | 28929767 | BW   |
| 53° 9′ 43″ N, 8° 50′ 59″ O | Lilienthal 65, Wurt                 | | 28927910 | BW   |
| 53° 8′ 28″ N, 8° 54′ 41″ O | Lilienthal 71, „Kloster Lilienthal“ | Nach Abriss der obertägigen Klostergebäude sind im Boden nur noch Fußböden, Brunnen, Zisternen oder Gräber sowie Mauerfundamente anzunehmen. Dieses konnte durch eine Grabung im Jahre 2020 bestätigt werden. Zisterzienserinnen-Kloster, Gründung 1232, Abbruch im 18. Jh. Mehrmalige Verlegung des Klosters aus wirtschaftlichen Gründen: 1235 nach Wollah, dann nach Lesum, dann wieder nach Wollah und 1262 an die jetzige Stelle unweit einer Wörpe-Furt. 1740 Erneuerung der Klosterkirche und Abriss der übrigen Klostergebäude.                                                                           | 28927911 | BW   |
| 53° 8′ 37″ N, 8° 55′ 20″ O | Lilienthal 72, Deich (Wulfsdiek)    | Der Deich verläuft östlich von Lilienthal, vom linken Wörpedeich südlich des Klosters durch das Butendieker Holz etwa 800 m auf der Landesgrenze zu Bremen, dann über den neuen Wörpelauf bis an die Hauptstraße. Begann ursprünglich an der Sandhöhe, auf der sich das Kloster befand und verlief halbkreisförmig zunächst nach Ostnordost, dann nach Nordwesten - über den heutigen Lauf der Wörpe bis an die antiqua Sidewendige. - Teilstück ID: 36293100 | 28929762 | BW   |
| 53° 8′ 21″ N, 8° 54′ 11″ O | Lilienthal 73, Deich (Truperdeich)  | Entlang des Wümme Nordufers bzw. Wörpe Westufers. Laut Fliedner (1970) beginnt der Deich am Südrand der Anhöhe, auf dem das Kloster errichtet wurde, im Westen bis zur Gemarkungsgrenze zu St. Jürgen verlaufend. - Teilstück ID: 36291842 | 28929763 | BW   |
| 53° 9′ 3″ N, 8° 55′ 48″ O  | Lilienthal 76, Deich                | Laut Fliedner (1970) begann der Deich im Norden an der „Antiqua sidewendige“ und verlief etwa 3,2 km annähernd in Richtung Südwesten. Traf im Süden auf den westlichen Teil des Deiches um Butendiek. Südteil ebenfalls im Bundesland Bremen. Die weite Kurve, die Wörpe und Deich östlich des Rathauses von Lilienthal machen, ist jüngeren Datums (nach 1746/66, aber vor 1900), zuvor floss die Wörpe durch das westlich gelegene Bett des Mühlenbaches. - Teilstück ID: 28923590 - Teilstück ID: 28923592 - Teilstück ID: 28923610 - Teilstück ID: 28905414 - Teilstück ID: 28905415 - Teilstück ID: 28905516 | 28929764 | BW   |
| 53° 9′ 16″ N, 8° 56′ 23″ O | Lilienthal 77, Deich                | Entlang des rechten Ufers der neuen Wörpe bis etwa 200 m N des Klosters Lilienthal. Der Deich schloss im N und S jeweils an natürliche Geländehöhen an. - Teilstück ID: 36294204 | 28929765 | BW   |

## Sankt Jürgen
| Lage                        | Bezeichnung               | Beschreibung | ID       | Bild |
| --------------------------- | ------------------------- | --- | -------- | ---- |
| 53° 11′ 19″ N, 8° 49′ 46″ O | Sankt Jürgen 1, Wurt      | Fläche ca. 42 × 64 m und Höhe ca. 1,7 m. | 28928015 | BW   |
| 53° 11′ 20″ N, 8° 49′ 43″ O | Sankt Jürgen 2, Wurt      | Fläche ca. 40 × 64 m und Höhe ca. 1,5 m. | 28928267 | BW   |
| 53° 11′ 22″ N, 8° 49′ 41″ O | Sankt Jürgen 3, Wurt      | Fläche ca. 50 × 60 m und Höhe ca. 2,2 m. | 28928268 | BW   |
| 53° 11′ 19″ N, 8° 49′ 33″ O | Sankt Jürgen 4, Wurt      | Fläche ca. 44 × 64 m und Höhe ca. 2 m. | 28928269 | BW   |
| 53° 11′ 21″ N, 8° 49′ 32″ O | Sankt Jürgen 5, Wurt      | Fläche ca. 44 × 64 m und Höhe ca. 2 m. | 28928270 | BW   |
| 53° 11′ 19″ N, 8° 49′ 26″ O | Sankt Jürgen 6, Wurt      | Fläche ca. 42 × 68 m und Höhe ca. 2,2 m. | 28928271 | BW   |
| 53° 11′ 28″ N, 8° 49′ 27″ O | Sankt Jürgen 7, Wurt      | Fläche ca. 44 × 70 m und Höhe ca. 2 m. | 28928272 | BW   |
| 53° 11′ 28″ N, 8° 49′ 24″ O | Sankt Jürgen 8, Wurt      | Durchmesser ca. 44 m und Höhe ca. 3 m. | 28928273 | BW   |
| 53° 11′ 7″ N, 8° 48′ 3″ O   | Sankt Jürgen 9, Wurt      | Fläche ca. 60 × 80 m und Höhe ca. 2 m. | 28988005 | BW   |
| 53° 11′ 15″ N, 8° 48′ 16″ O | Sankt Jürgen 10, Wurt     | Fläche ca. 50 × 50 m und Höhe ca. 2,2 m. | 28927919 | BW   |
| 53° 11′ 11″ N, 8° 48′ 22″ O | Sankt Jürgen 11, Wurt     | Durchmesser ca. 54 m und Höhe ca. 1,6 m. | 28962875 | BW   |
| 53° 11′ 10″ N, 8° 48′ 26″ O | Sankt Jürgen 12, Wurt     | Fläche ca. 44 × 70 m und Höhe ca. 2,2 m. | 28962992 | BW   |
| 53° 11′ 11″ N, 8° 48′ 31″ O | Sankt Jürgen 13, Wurt     | Fläche ca. 44 × 66 m und Höhe ca. 2 m. | 28962993 | BW   |
| 53° 11′ 10″ N, 8° 48′ 34″ O | Sankt Jürgen 14, Wurt     | Durchmesser ca. 40 m und Höhe ca. 1,6 m. | 28962994 | BW   |
| 53° 11′ 9″ N, 8° 48′ 38″ O  | Sankt Jürgen 15, Wurt     | Fläche ca. 40 × 48 m und Höhe ca. 2,2 m. | 28962995 | BW   |
| 53° 11′ 7″ N, 8° 48′ 43″ O  | Sankt Jürgen 16, Wurt     | Fläche ca. 34 × 45 m und Höhe ca. 2,2 m. | 28962996 | BW   |
| 53° 11′ 5″ N, 8° 48′ 44″ O  | Sankt Jürgen 17, Wurt     | Fläche ca. 44 × 52 m und Höhe ca. 2 m. | 28962997 | BW   |
| 53° 11′ 4″ N, 8° 48′ 50″ O  | Sankt Jürgen 18, Wurt     | Fläche ca. 44 × 60 m und Höhe ca. 2,2 m. | 28962998 | BW   |
| 53° 10′ 36″ N, 8° 48′ 31″ O | Sankt Jürgen 19, Wurt     | Fläche ca. 40 × 132 m, Höhe ca. 1,80 – 2 m. Alte hohe, langovale Wurt mit drei Hauptgebäuden. Pastorat, Kirche und Küsterhaus. | 28928017 | BW   |
| 53° 10′ 20″ N, 8° 47′ 28″ O | Sankt Jürgen 22, Wüstung  | | 28927915 | BW   |
| 53° 10′ 29″ N, 8° 48′ 50″ O | Sankt Jürgen 27, Wurt     | Fläche ca. 20 × 60 m. Flache sandige Bodenerhöhung | 28927916 | BW   |
| 53° 10′ 50″ N, 8° 49′ 29″ O | Sankt Jürgen 30, Wurt     | Durchmesser ca. 45 m und Höhe ca. 1,8 m. | 28962893 | BW   |
| 53° 10′ 50″ N, 8° 49′ 33″ O | Sankt Jürgen 31, Wurt     | Durchmesser ca. 50 m und Höhe ca. 1,9 m. | 28963000 | BW   |
| 53° 10′ 53″ N, 8° 49′ 39″ O | Sankt Jürgen 32, Wurt     | Durchmesser ca. 48 m und Höhe ca. 1,8 m. | 28963001 | BW   |
| 53° 10′ 53″ N, 8° 49′ 46″ O | Sankt Jürgen 33, Wurt     | Durchmesser ca. 60 m und Höhe ca. 1,6 m. | 28962881 | BW   |
| 53° 10′ 55″ N, 8° 49′ 56″ O | Sankt Jürgen 34, Wurt     | Durchmesser ca. 80 m und Höhe ca. 2 m. | 28963002 | BW   |
| 53° 10′ 56″ N, 8° 50′ 2″ O  | Sankt Jürgen 35, Wurt     | Durchmesser ca. 60 m und Höhe ca. 1,4 m. | 28963005 | BW   |
| 53° 10′ 57″ N, 8° 50′ 7″ O  | Sankt Jürgen 36, Wurt     | Durchmesser ca. 56 m und Höhe ca. 1,7 m. | 28962991 | BW   |
| 53° 10′ 58″ N, 8° 50′ 15″ O | Sankt Jürgen 38, Wurt     | Durchmesser ca. 50 m und Höhe ca. 1,4 m. | 28962999 | BW   |
| 53° 10′ 56″ N, 8° 50′ 12″ O | Sankt Jürgen 39, Wurt     | Fläche ca. 25 × 40 m und Höhe ca. 1,8 m. | 28963008 | BW   |
| 53° 10′ 59″ N, 8° 50′ 21″ O | Sankt Jürgen 40, Wurt     | Durchmesser ca. 45 m und Höhe ca. 1,6 m. | 28963010 | BW   |
| 53° 10′ 59″ N, 8° 50′ 24″ O | Sankt Jürgen 41, Wurt     | Durchmesser ca. 40 m und Höhe ca. 2,5 m. | 28963011 | BW   |
| 53° 11′ 0″ N, 8° 50′ 30″ O  | Sankt Jürgen 43, Wurt     | Durchmesser ca. 80 m und Höhe ca. 1,5 m. | 28963013 | BW   |
| 53° 11′ 1″ N, 8° 50′ 37″ O  | Sankt Jürgen 45, Wurt     | Durchmesser ca. 60 m und Höhe ca. 1,7 m. | 28963014 | BW   |
| 53° 11′ 1″ N, 8° 50′ 41″ O  | Sankt Jürgen 46, Wurt     | Durchmesser ca. 70 m und Höhe ca. 1,6 m. | 28963016 | BW   |
| 53° 11′ 3″ N, 8° 50′ 45″ O  | Sankt Jürgen 47, Wurt     | Fläche ca. 40 × 60 m. | 28963004 | BW   |
| 53° 11′ 3″ N, 8° 50′ 49″ O  | Sankt Jürgen 48, Wurt     | Durchmesser ca. 60 m und Höhe ca. 1,3 m. | 28963017 | BW   |
| 53° 11′ 2″ N, 8° 50′ 52″ O  | Sankt Jürgen 49, Wurt     | Durchmesser ca. 60 m und Höhe ca. 2 m. | 28963019 | BW   |
| 53° 11′ 2″ N, 8° 50′ 57″ O  | Sankt Jürgen 50, Wurt     | Durchmesser ca. 60 m und Höhe ca. 2 m. | 28963116 | BW   |
| 53° 11′ 3″ N, 8° 51′ 2″ O   | Sankt Jürgen 51, Wurt     | Durchmesser ca. 62 m und Höhe ca. 1,2 m. | 28963118 | BW   |
| 53° 11′ 12″ N, 8° 52′ 49″ O | Sankt Jürgen 52, Landwehr | | 28929770 | BW   |
| 53° 11′ 2″ N, 8° 51′ 11″ O  | Sankt Jürgen 53, Wurt     | Durchmesser ca. 60 m und Höhe ca. 1,7 m. | 28963119 | BW   |
| 53° 10′ 55″ N, 8° 54′ 18″ O | Sankt Jürgen 54, Landwehr | Größtenteils WNW-OSO orientiert, am Ostende (lt. Fliedner) nach Südwesten umknickend. Gesamtlänge ca. 6 km. Die Landwehr schließt an den Wümmedeich an. Vermutlich handelt es sich hier nicht nur um eine Landwehr, sondern auch um einen kleinen Deich (Verlängerung des Hinterdeiches). Sie wird erstmals 1542 genannt und wird wahrscheinlich auch nicht älter sein, da sie 1514 bei einer Umschreibung des gleichen Gebietes noch nicht erwähnt wurde (vgl. Fliedner 1970, Anm. 274). - Teilstück ID: 28905656 - Teilstück ID: 28905660 - Teilstück ID: 28905666 - Teilstück ID: 28905668 | 28929772 | BW   |
| 53° 11′ 4″ N, 8° 51′ 59″ O  | Sankt Jürgen 58, Wurt     | Durchmesser ca. 60 m und Höhe ca. 1,6 m. | 28963121 | BW   |
| 53° 10′ 52″ N, 8° 49′ 14″ O | Sankt Jürgen 59, Wurt     | | 28963115 | BW   |
| 53° 10′ 58″ N, 8° 49′ 1″ O  | Sankt Jürgen 61, Wurt     | | 28963123 | BW   |
| 53° 10′ 42″ N, 8° 50′ 48″ O | Sankt Jürgen 66, Wurt     | Durchmesser ca. 70 m und Höhe ca. 1,5 m. | 28963018 | BW   |
| 53° 10′ 41″ N, 8° 50′ 51″ O | Sankt Jürgen 67, Wurt     | Durchmesser ca. 70 m und Höhe ca. 1,5 m. | 28963009 | BW   |
| 53° 10′ 40″ N, 8° 50′ 52″ O | Sankt Jürgen 68, Wurt     | Durchmesser ca. 70 m und Höhe ca. 1,5 m. | 28963126 | BW   |
| 53° 10′ 40″ N, 8° 50′ 55″ O | Sankt Jürgen 69, Wurt     | Durchmesser ca. 76 m und Höhe ca. 1,6 m. | 28963125 | BW   |
| 53° 10′ 44″ N, 8° 51′ 4″ O  | Sankt Jürgen 70, Wurt     | Durchmesser ca. 65 m und Höhe ca. 1,8 m. | 28963127 | BW   |
| 53° 10′ 42″ N, 8° 51′ 7″ O  | Sankt Jürgen 71, Wurt     | Durchmesser ca. 82 m und Höhe ca. 1,4 m. | 28963129 | BW   |
| 53° 10′ 43″ N, 8° 51′ 11″ O | Sankt Jürgen 72, Wurt     | Durchmesser ca. 78 m und Höhe ca. 1,2 m. | 28963122 | BW   |
| 53° 10′ 44″ N, 8° 51′ 17″ O | Sankt Jürgen 73, Wurt     | Durchmesser ca. 78 m und Höhe ca. 1,4 m. | 28963130 | BW   |
| 53° 10′ 45″ N, 8° 51′ 24″ O | Sankt Jürgen 74, Wurt     | Durchmesser ca. 70 m und Höhe ca. 1,4 m. | 28963132 | BW   |
| 53° 10′ 45″ N, 8° 51′ 28″ O | Sankt Jürgen 75, Wurt     | Durchmesser ca. 30 m und Höhe ca. 1,8 m. | 28963131 | BW   |
| 53° 10′ 48″ N, 8° 51′ 32″ O | Sankt Jürgen 76, Wurt     | Durchmesser ca. 80 m und Höhe ca. 1,6 m. | 28963138 | BW   |
| 53° 10′ 46″ N, 8° 51′ 35″ O | Sankt Jürgen 77, Wurt     | Durchmesser ca. 60 m und Höhe ca. 1,6 m. | 28963140 | BW   |
| 53° 10′ 45″ N, 8° 51′ 45″ O | Sankt Jürgen 78, Wurt     | Durchmesser ca. 48 m und Höhe ca. 1,4 m. | 28963142 | BW   |
| 53° 10′ 45″ N, 8° 51′ 51″ O | Sankt Jürgen 79, Wurt     | Durchmesser ca. 60 m und Höhe ca. 1,8 m. | 28963143 | BW   |
| 53° 11′ 17″ N, 8° 52′ 39″ O | Sankt Jürgen 83, Wurt     | Durchmesser ca. 80 m und Höhe ca. 1,6 m. | 28927913 | BW   |
| 53° 10′ 58″ N, 8° 52′ 34″ O | Sankt Jürgen 85, Wurt     | Durchmesser ca. 60 m und Höhe ca. 1,2 m. | 28963141 | BW   |
| 53° 10′ 57″ N, 8° 52′ 39″ O | Sankt Jürgen 86, Wurt     | Durchmesser ca. 75 m und Höhe ca. 1,5 m. | 28963139 | BW   |
| 53° 10′ 47″ N, 8° 52′ 33″ O | Sankt Jürgen 88, Wurt     | Fläche ca. 72 × 144 m, Höhe ca. 1,2 m. | 28963144 | BW   |
| 53° 10′ 47″ N, 8° 52′ 39″ O | Sankt Jürgen 90, Wurt     | Durchmesser ca. 70 m und Höhe ca. 1,5 m. | 28963241 | BW   |
| 53° 10′ 44″ N, 8° 52′ 42″ O | Sankt Jürgen 91, Wurt     | Durchmesser ca. 75 m und Höhe ca. 1,6 m. | 28963137 | BW   |
| 53° 10′ 44″ N, 8° 52′ 48″ O | Sankt Jürgen 94, Wurt     | Die alte Wurt soll nach Aussage des Besitzers einen Durchmesser ca. 75 m und eine Höhe von ca. 1,50 m gehabt haben. Um 1960 wurde beim Hofneubau abgeflacht. | 28963243 | BW   |
| 53° 10′ 41″ N, 8° 52′ 52″ O | Sankt Jürgen 95, Wurt     | Durchmesser ca. 88 m und Höhe ca. 1,8 m. | 28963245 | BW   |
| 53° 10′ 38″ N, 8° 53′ 4″ O  | Sankt Jürgen 98, Wurt     | Durchmesser ca. 80 m und Höhe ca. 1,6 m. | 28963246 | BW   |
| 53° 10′ 36″ N, 8° 53′ 9″ O  | Sankt Jürgen 99, Wurt     | Durchmesser ca. 80 m und Höhe ca. 1,3 m. | 28963247 | BW   |
| 53° 10′ 37″ N, 8° 53′ 16″ O | Sankt Jürgen 100, Wurt    | Durchmesser ca. 80 m und Höhe ca. 1,3 m. | 28963244 | BW   |
| 53° 10′ 34″ N, 8° 53′ 24″ O | Sankt Jürgen 101, Wurt    | Durchmesser ca. 60 m und Höhe ca. 1,6 m. | 28963242 | BW   |
| 53° 10′ 33″ N, 8° 53′ 28″ O | Sankt Jürgen 102, Wurt    | Durchmesser ca. 60 m und Höhe ca. 1,4 m. | 28963248 | BW   |
| 53° 10′ 33″ N, 8° 53′ 33″ O | Sankt Jürgen 103, Wurt    | Durchmesser ca. 80 m und Höhe ca. 1,2 m. | 28963249 | BW   |
| 53° 10′ 27″ N, 8° 53′ 37″ O | Sankt Jürgen 104, Wurt    | Durchmesser ca. 90 m und Höhe ca. 1,2 m. | 28963251 | BW   |
| 53° 10′ 27″ N, 8° 53′ 41″ O | Sankt Jürgen 105, Wurt    | Fläche ca. 75 × 130 m und Höhe ca. 1,5 m. | 28963145 | BW   |
| 53° 10′ 26″ N, 8° 53′ 44″ O | Sankt Jürgen 106, Wurt    | Durchmesser ca. 76 m und Höhe ca. 1,3 m. | 28963250 | BW   |
| 53° 10′ 25″ N, 8° 53′ 52″ O | Sankt Jürgen 107, Wurt    | Durchmesser ca. 77 m und Höhe ca. 1,5 m. | 28963252 | BW   |
| 53° 10′ 23″ N, 8° 53′ 57″ O | Sankt Jürgen 108, Wurt    | Durchmesser ca. 80 m und Höhe ca. 1,5 m. | 28963253 | BW   |
| 53° 10′ 22″ N, 8° 53′ 56″ O | Sankt Jürgen 109, Wurt    | Durchmesser ca. 36 m und Höhe ca. 1,7 m. | 28928016 | BW   |
| 53° 10′ 19″ N, 8° 53′ 59″ O | Sankt Jürgen 110, Wurt    | Durchmesser ca. 48 m und Höhe ca. 1,7 m. | 28928274 | BW   |
| 53° 10′ 17″ N, 8° 53′ 58″ O | Sankt Jürgen 112, Wurt    | Durchmesser ca. 30 m und Höhe ca. 1,2 m. | 28928275 | BW   |
| 53° 10′ 16″ N, 8° 53′ 59″ O | Sankt Jürgen 113, Wurt    | Durchmesser ca. 36 m und Höhe ca. 1,5 m. | 28928276 | BW   |
| 53° 10′ 17″ N, 8° 54′ 1″ O  | Sankt Jürgen 114, Wurt    | Durchmesser ca. 40 m und Höhe ca. 1,3 m. | 28928277 | BW   |
| 53° 10′ 18″ N, 8° 54′ 12″ O | Sankt Jürgen 115, Wurt    | Durchmesser ca. 90 m und Höhe ca. 1,3 m. Nach Aussagen des Besitzers Mitte des 19. Jh. erweitert. | 28928278 | BW   |
| 53° 10′ 4″ N, 8° 53′ 42″ O  | Sankt Jürgen 118, Wurt    | Fläche ca. 200 × 150 m. Erhöhtes, von einem Graben bzw. im Osten von der alten Wörpe eingefasstes Gelände mit zwei darüber herausragenden, wurtartigen Kuppen im Westen und Nordosten. | 28929771 | BW   |
| 53° 10′ 20″ N, 8° 54′ 40″ O | Sankt Jürgen 130, Wurt    | Durchmesser ca. 50 m und Höhe ca. 1 m. | 28927912 | BW   |
| 53° 10′ 20″ N, 8° 54′ 50″ O | Sankt Jürgen 131, Wurt    | Durchmesser ca. 60 m und Höhe ca. 1,5 m. | 28928279 | BW   |
| 53° 10′ 47″ N, 8° 50′ 40″ O | Sankt Jürgen 143, Wurt    | Reste einer alten Wurt, die in der Weide noch zu etwa 1/4 als unregelmäßige Wurtenerhöhung erkennbar ist; Höhe ca. 0,50 m. Von Graben und Straße angeschnitten. | 28928280 | BW   |
| 53° 9′ 48″ N, 8° 47′ 24″ O  | Sankt Jürgen 164, Wurt    | Durchmesser ca. 40 m. | 28928283 | BW   |
| 53° 9′ 46″ N, 8° 47′ 42″ O  | Sankt Jürgen 165, Wurt    | Durchmesser ca. 50 m. | 28928284 | BW   |
| 53° 9′ 43″ N, 8° 47′ 54″ O  | Sankt Jürgen 166, Wurt    | Fläche ca. 70 × 30 m. Östlicher Wurtenrand mit Steinlagen befestigt. | 28928285 | BW   |
| 53° 9′ 47″ N, 8° 48′ 40″ O  | Sankt Jürgen 167, Wurt    | Fläche ca. 60 × 30 m. | 28928286 | BW   |
| 53° 9′ 46″ N, 8° 48′ 45″ O  | Sankt Jürgen 168, Wurt    | Durchmesser ca. 30 m. | 28928287 | BW   |
| 53° 9′ 53″ N, 8° 48′ 53″ O  | Sankt Jürgen 169, Wurt    | Fläche ca. 25 × 60 m | 28928288 | BW   |
| 53° 9′ 51″ N, 8° 48′ 58″ O  | Sankt Jürgen 170, Wurt    | Fläche ca. 25 × 40 m. Deichkrone verläuft über die Wurt. | 28928289 | BW   |
| 53° 9′ 35″ N, 8° 49′ 58″ O  | Sankt Jürgen 171, Wurt    | Durchmesser ca. 30 m. | 28928290 | BW   |
| 53° 10′ 39″ N, 8° 52′ 4″ O  | Sankt Jürgen 184, Deich   | Von WNW nach OSO verlaufend, etwa vom ehemaligen Dorf „Nordsiede“ bis zum Ostende von „Oberende“. Dort Anschluss an den alten Achterdeich. Länge in der Gemarkung Sankt Jürgen ca. 6,5 km. Laut Fliedner (1968 und 1970) soll der Westteil des Deiches in der Gemarkung Ritterhude zwischen 1232 und 1270 errichtet worden sein, der Ostteil zwischen 1106 und 1232. - Teilstück ID: 28987989 - Teilstück ID: 51715290 - Teilstück ID: 51715459 - Teilstück ID: 51715468 - Teilstück ID: 51715477 - Teilstück ID: 51715487                                                                    | 28987989 | BW   |
| 53° 11′ 33″ N, 8° 49′ 47″ O | Sankt Jürgen 185, Deich   | Gesamtlänge in der Gemarkung Sankt Jürgen ca. 2 km. Der historische Deich besteht aus mehreren Teilstücken. - Teilstück ID: 38294640 - Teilstück ID: 38294743 | 28987986 | BW   |
| 53° 9′ 31″ N, 8° 50′ 10″ O  | Sankt Jürgen 186, Deich   | Deich ist gut erhalten. Breite ca. 20 m; Höhe ca. 2,5 m. Annähernd abgerundetes Profil. Südseite großenteils steiler geböscht. Laut D. Fliedner (1968, S. 8 und 13f) wurde der Wümmedeich um 1300 errichtet. - Teilstück ID: 38295059 | 28987988 | BW   |
| 53° 11′ 3″ N, 8° 51′ 7″ O   | Sankt Jürgen 191, Wurt    | | 28987987 | BW   |